# Palácio de Seteais

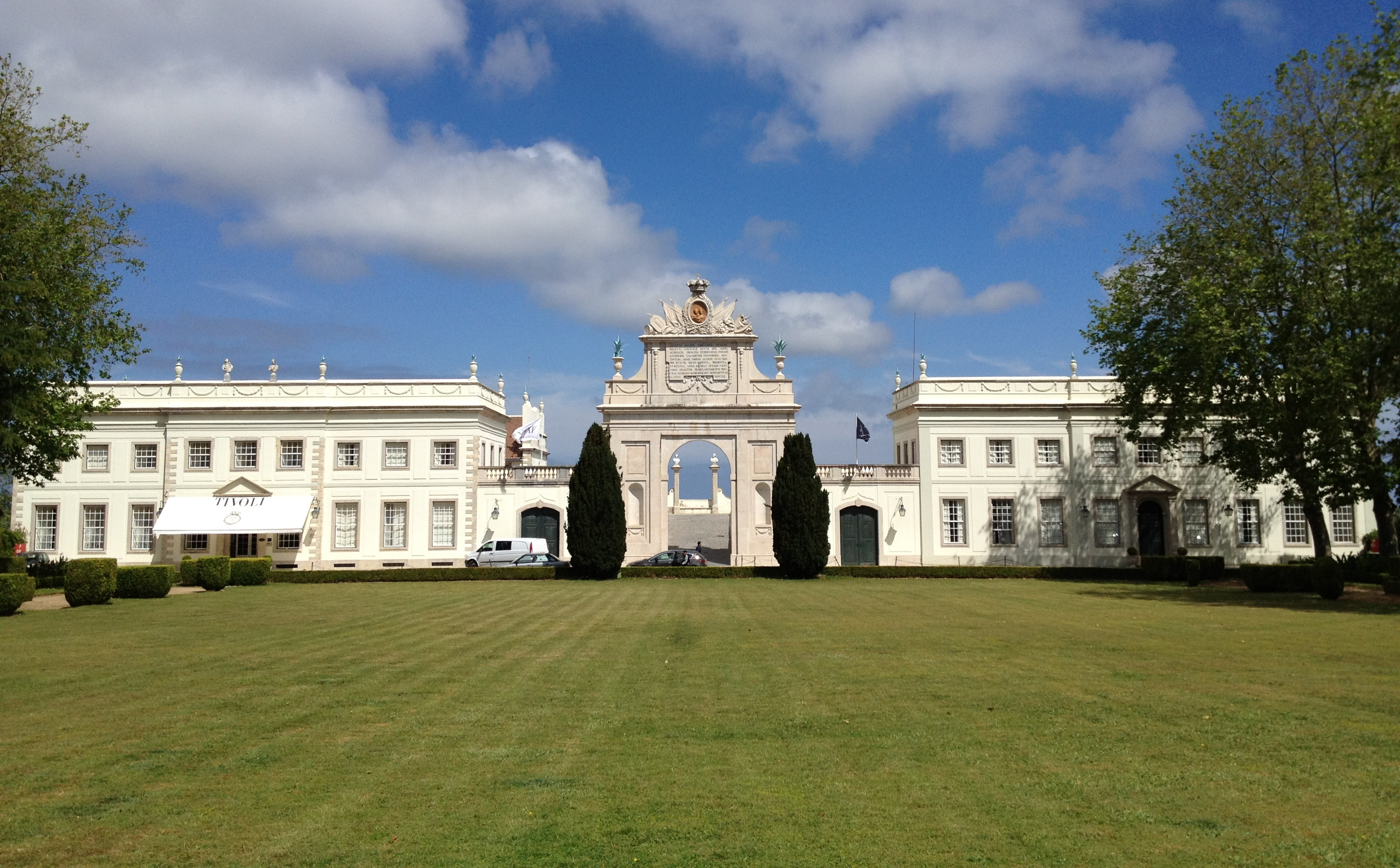
Fachada, Palácio de Seteais.

O Palácio de Seteais, elegante palácio situado próximo da vila de Sintra, foi construído no século XVIII para o cônsul holandês, Daniel Gildemeester, numa porção de terra cedida pelo Marquês de Pombal. 
Atualmente pertence à empresa hoteleira Tivoli Hotels & Resorts que nele tem instalada uma unidade hoteleira.
O Palácio de Seteais está classificado como Imóvel de Interesse Público desde 1947.

## História
Construído pelo Consul Daniel Gildemeestre, holandês nascido em Utrecht, após este ter recebido o monopólio da exportação de diamantes pela mão do Marquês de Pombal, Sebastião José de Carvalho e Melo, e assim ter acumulado uma avultada fortuna. Para além do "Campo do Alardo", antigo nome do campo de Seteais, era ainda dono do actual Palácio das Janelas Verdes em Lisboa, onde terá também realizado avultadas obras.
Para a construção do edifício foi necessário demolir um "morro de pedra" e criar um miradouro, tendo ainda sido construídos um pombal e cozinhas (exteriores ao palácio) demolidas pelos proprietários seguintes. Durante este período apenas um dos corpos do palácio foi construído, sendo o restante obra do Marquês de Marialva.
Gildemeester viria a falecer em Seteais em 1793 já depois de ter perdido o monopólio dos diamantes (pensa-se que isto tenha acontecido após a morte de D. José I e a perda de poder político do Marquês de Pombal, seu ministro).
A propriedade foi adquirida aos herdeiros do Consul pelo 5º Marquês de Marialva, 7º Conde de Cantanhede e estribeiro-mor, D. Diogo José Vito de Menezes Noronha Coutinho. O Marquês dedicou consideráveis esforços e avultadas somas ao palácio tendo, por exemplo, contratado o arquiteto José Cornélio da Silva para mudar a fachada do edifício numa campanha de obras de 1802 a 1803. O Marquês de Marialva morre em 1803, o seu filho Pedro não chegaria sequer a habitar o palácio e em 1823 com a morte deste último extingue-se a Casa de Marialva, transitando a propriedade de Seteais por sucessivas gerações e linhas familiares - D.Joaquina de Menezes, Marquesa de Louriçal; Nuno Rolim de Moura Barreto, Duque de Loulé; Augusto Pedro Rolim Moura, Conde de Azambuja e D.António de Mendonça e Melo.

Em 1918 o palácio é comprado pelo Conde de Sucena e em 1946 é finalmente adquirido pela Fazenda Nacional, seria o Presidente do Conselho, António de Oliveira Salazar a autorizar a conversão da casa em hotel de luxo, como se mantém hoje.

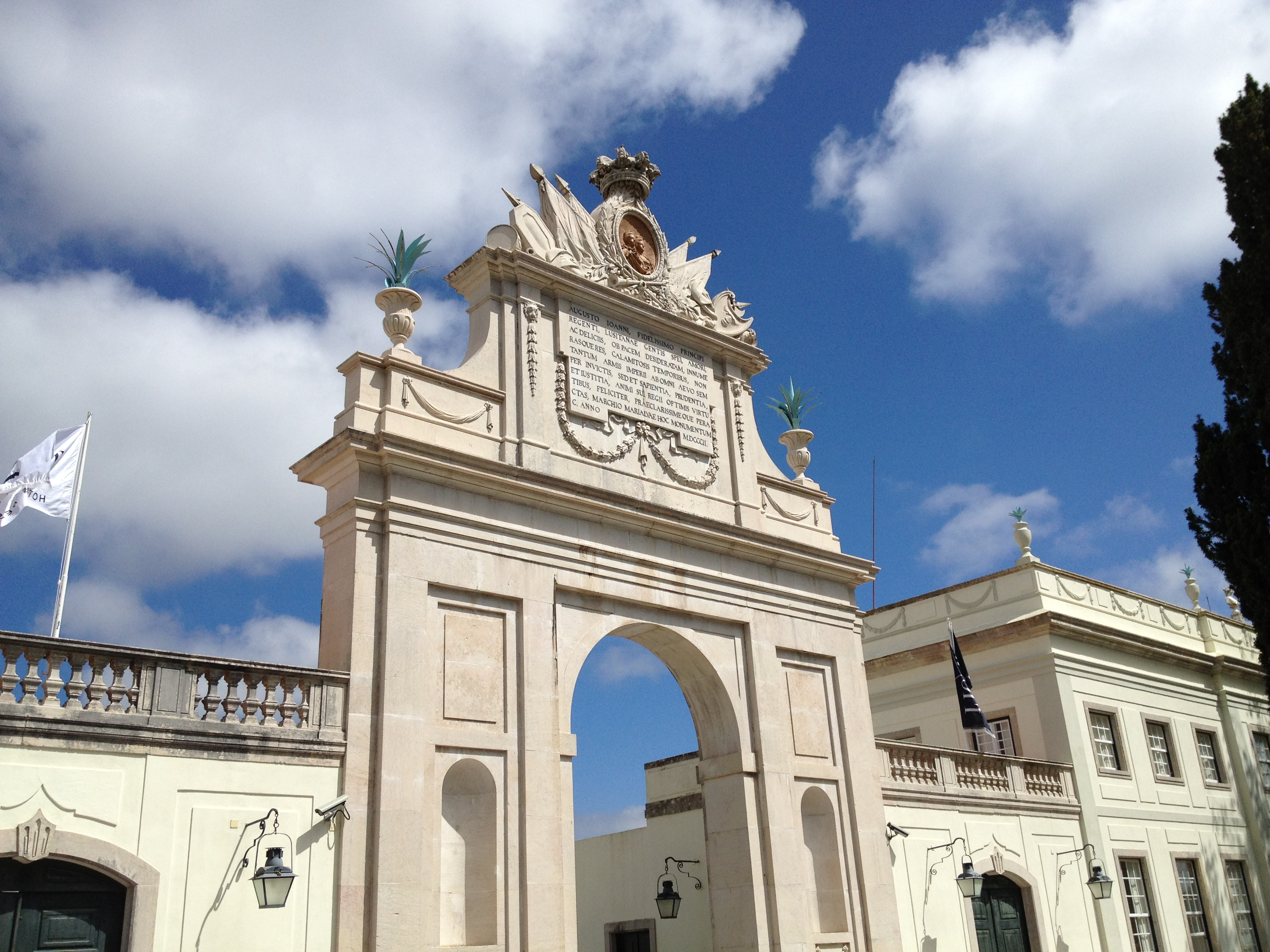
Arco triunfal e medalhão com as figuras dos Reis

## Localização
Localizado em Sintra, património mundial, ergue-se este palácio no meio de um terreno acidentado, de onde se pode avistar o oceano Atlântico e a Serra de Sintra, nomeadamente com vista para o Palácio da Pena e o castelo dos Mouros. O palácio em si encontra-se edificado ao fundo do chamado "Campo de Seteais" uma vez que este era logradouro público até ser aforado por Diogo Vito de Menezes Coutinho. Ficou estabelecido nesse aforamento que o terreno não seria usado para outros fins que não de passeio público e que seria ocupado pela cavalaria da Guarda de Suas Majestades nas visitas da Família Real a Sintra, assim se justifica o generoso relvado que separa o palácio das principais entradas.

## Características
De arquitectura neoclássica, insere-se no conjunto de palácios reformados pela burguesia. Destaca-se a entrada, com frontões triangulares, janelas de guilhotina e uma escada de dois braços que se desenvolve para o interior no sentido da fachada secundária. Pode-se também constatar a adaptação do palácio à irregularidade do terreno, que tem um enquadramento com o Palácio da Pena.

Em 1802 os dois corpos do palácio foram ligados por um imponente arco triunfal que o marquês de Marialva mandou levantar para comemorar a visita do rei D. João VI e da rainha D. Carlota Joaquina. Ao alto, sobre a inscrição comemorativa, o coroamento de lanças, bandeiras e armas emoldurando o medalhão com os bustos dos monarcas, é também característico do estilo neoclássico e baseado nos desenhos de amortis sements do Cours d'Architecture.  Francisco Leal Garcia recebeu a 21 de Maio de 1802 "quatrocentos e oitenta mil reis em moeda metal" para realizar o arco triunfal e o medalhão central ficou a cargo de Joaquim Timotheo da Costa, mestre latoeiro, no mesmo ano. 

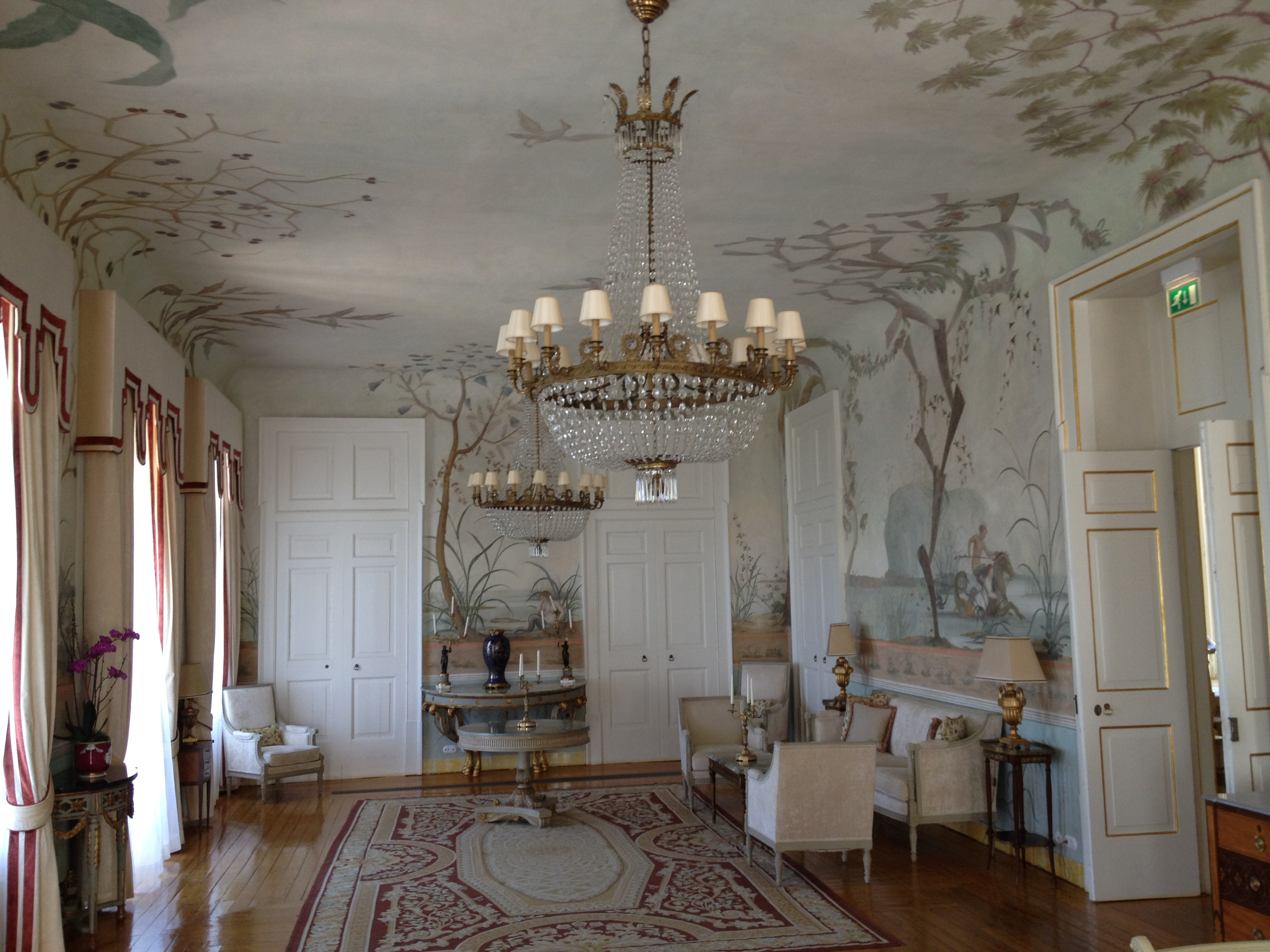
Interior do Salão Nobre

No conjunto, existem dois corpos de planta composta — a ala esquerda, com planta em U, que se desenvolve à volta do pátio interior, e a ala direita, com planta rectangular. As fachadas principais são simétricas, de dois registos. Os bustos que encimam a platibanda neoclássica são atribuídos a Francisco Leal Garcia. As salas da ala esquerda são pintadas com frisos de flores e grinaldas, salientando-se a Sala Pillement, com cenas figurativas da autoria de Jean Baptiste Pillement, e o Salão Nobre, com alusões marítimas mitológicas.
Realce ainda para a escadaria ampla, de dois braços e três lanços, dando acesso ao andar inferior. Refira-se que este é o Palácio de Seteais, descrito como abandonado na famosa obra de Eça de Queirós "Os Maias".